# Axel Prahl
Axel Prahl (Eutin, 26 marzo 1960) è un attore tedesco.

## Filmografia parziale

### Cinema
- Catastrofi d'amore (Halbe Treppe), regia di Andreas Dresen (2002)
- Il Barone Rosso (Der Rote Baron), regia di Nikolai Müllerschön (2008)

### Televisione
- Die Patin - Kein Weg zurück - miniserie TV, 3 episodi (2008)
- Tatort - serie TV, 45 episodi (2002-2024)